# 후지와라 겐스케
후지와라 겐스케(일본어: 藤原 健介, 2003년 12월 21일~)는 일본의 축구 선수이다.

## 구단 경력
그는 2021년 J2리그의 주빌로 이와타에 입단했다. 2021년 J2리그 우승으로 J1리그로 승격했다. 2022년후 J2리그에 강등했다. 2023년 J2리그 준우승으로 J1리그로 승격했다. 2024년 6월 J3리그의 기라반츠 기타큐슈로 임대 이적했다. 2025년 J2리그의 주빌로 이와타로 복귀했다. 2025년 4월 J3리그의 도치기 SC로 이적했다.